# ホワイトピアたかす
ホワイトピアたかすは、岐阜県郡上市高鷲町（旧:高鷲村）にあるスキー場。多くのコースが1つのコースに集まる扇形をしているのが特徴的。コースは全14あり、リフトは5基ある。南西に鷲ヶ岳スキー場が隣接し、2015-2016年シーズンより相互利用が可能になった。

## リフト
- 高速4人乗りクワッドリフト2基
  - 第1クワッド (1,400m)
  - 第2クワッド (1,100m)
- ペアリフト2基
  - 第4ペア (750m)
  - 第5ペア (550m)
- 廃止リフト
  - 第3ペア(750m)　下部コースの一部も閉鎖
- 第2クワッドも以前は1300mあり、もう少し下部まで延びていたがその場所にキッズパークを作った事により2005年12月に短縮(架け替え)された。製作したリフト会社の廃業によりメンテナンスに不備が出て来た事も理由である。
- 第2クワッド降り場で隣の鷲ヶ岳ゲレンデと接しており、共通券では往来可能。
- 第1クワッドと第4ペア　リフトにはゴールド搬機がある。

## 施設
- 駐車場：2,000台
- センターハウス
  - 24H大浴場
  - 仮眠所
  - スキー、スノーボード　スクール

## アクセス
- 東海北陸自動車道 高鷲ICより8.0km 約15分
- 長良川鉄道 北濃駅より18km タクシーで約30分